# Lesley Paterson
Pour les articles homonymes, voir Paterson.
Lesley Paterson née le 12 octobre 1980 à Stirling en Écosse est une triathlète professionnelle triple championne du monde de Xterra Triathlon en 2011, 2012 et 2018 et  double championne du monde de cross triathlon en 2012 et 2018. 

## Biographie

### Jeunesse
Lesley Paterson  naît et grandit à Stirling en Écosse. À l'âge de sept ans, elle joue au rugby au Striling County Rugby Club seule fille parmi 250 garçons. C'est son père Allistair qui la pousse à l'âge de 14 ans et l’aide dans ses débuts dans le triathlon en l’inscrivant au Striling Triathlon Club. Elle choisit de poursuivre ses études à l'université de Loughborough pour se donner de meilleures chances de progresser en triathlon où elle étudie également l'anglais et le théâtre. 
Lessley Paterson obtient des résultats en compétition junior lors des championnats du monde de 1999, mais elle éprouve des difficultés en natation malgré de longues séances d'entraînement, les résultats dans cette discipline l’empêchent d'atteindre son but principal, obtenir une qualification pour les jeux olympiques. Elle échoue également pour les mêmes raisons à se qualifier pour les Jeux du Commonwealth de 2002. Après ces échecs, elle décide de renoncer au triathlon et déménage peu de temps après à San Diego en  Californie où son mari Simon Marshall, a obtenu un emploi de professeur de sport à l'université d’état de la ville. En y poursuivant ses études elle obtient au sein de cette université, un master en art dramatique.

### Carrière en triathlon
Elle ne pratique plus le triathlon jusqu'en 2007, de retour en Écosse pour des vacances d'été, Lesley Parterson  participe aux championnats nationaux écossais, et remporte la course. Ce succès relance son désir de courir des triathlons. Elle découvre le circuit Xterra et après l'obtention d'une licence élite, elle s'essaie en 2008 à Temecula à une première compétition de cross triathlon. Malgré un manque de préparation et d’expérience de ce type de course, elle finit 9e. Ce résultat lui donne envie de progresser pour rivaliser au plus haut niveau. Elle prend un nouvel entraineur, Vince Fichera, et remporte une médaille d'argent au championnat du monde Xterra 2009, en 2010, elle participe à l'Ironman 70.3 de Californie et prend la deuxième place. En février 2011, elle rejoint l’équipe Trek/K-Swiss et obtient trois victoires consécutives lors du championnat du Pacifique Xterra. En 2011 elle remporte sa première victoire sur Ironman 70.3 à Mooseman dans la New Hampshire.
En octobre 2011, Lesley Paterson gagne le championnat du monde de Xterra à Maui, malgré une crevaison dans la partie vélo, elle bat la triple championne  Melanie McQuaid, elle conserve son titre en 2012 en terminant quatre minutes devant la Chilienne Barbara Riveros Diaz. Elle développe également un programme et une structure d'entrainement qu'elle nomme : Braveheart Coaching. Elle remporte de nouveau le titre en 2012.
En 2018, elle opère un retour gagnant lors des championnats du monde de triathlon cross où elle remporte un second titre, cinq ans après sa première victoire sur ce championnat. Elle construit sa victoire en maitrisant la partie course à pied ou elle prend le contrôle devant sa compatriote Nicole Walters et l’Italienne Eleonora Peroncini.

### Autres activités sportives et professionnelles
Après avoir joué au rugby dans sa jeunesse avec des garçons, pris des leçons de danse, étudié l’art dramatique, elle commence, en parallèle à sa carrière sportive, une carrière de scénariste et de production cinématographique. Elle commence une production avec le scénariste britannique Ian Stokkel. Plus tard, elle co-écrit un scénario adapté du livre  À l'Ouest, rien de nouveau (Im Westen nichts Neues). Le film À l'Ouest, rien de nouveau, sorti en 2022, est nommé neuf fois aux Oscars en 2023.
Avec le triathlon et le coatching, elle mène de front plusieurs carrières. Elle travaille au développement de la production d'une émission de télé-réalité où des jeunes déshérités concourent pour préparer leur premier triathlon.

## Palmarès
Le tableau présente les résultats les plus significatifs (podium) obtenus sur le circuit international de triathlon depuis 2009,.
| Année | Compétition                              | Pays        | Position           | Temps           |
| ----- | ---------------------------------------- | ----------- | ------------------ | --------------- |
| 2019  | Championnat du monde Xterra - Maui       | États-Unis  | Médaille d'argent  | 3 h 3 min 36 s  |
| 2019  | Xterra Beaver Creek                      | États-Unis  | Médaille d'or      | Timing          |
| 2018  | Championnat du monde Xterra - Maui       | États-Unis  | Médaille d'or      | 3 h 29 min 8 s  |
| 2018  | Xterra Beaver Creek                      | États-Unis  | Médaille d'or      | Timing          |
| 2018  | Championnats du monde de triathlon cross | Danemark    | Médaille d'or      | 2 h 27 min 10 s |
| 2016  | Xterra France - Xonrupt                  | France      | Médaille d'or      | 3 h 38 min 30 s |
| 2016  | Championnat du monde Xterra - Maui       | États-Unis  | Médaille d'argent  | 3 h 25 min 2 s  |
| 2016  | Xterra Italie                            | Italie      | Médaille d'or      | Timing          |
| 2015  | Championnat du monde Xterra - Maui       | États-Unis  | Médaille d'argent  | 2 h 59 min 17 s |
| 2013  | Ironman 70.3 Californie                  | États-Unis  | Médaille de bronze | 4 h 17 min 46 s |
| 2013  | Championnat du monde de triathlon cross  | Pays-Bas    | Médaille d'argent  | 2 h 27 min 25 s |
| 2013  | Championnat du monde Xterra - Maui       | États-Unis  | Médaille d'argent  | 3 h 0 min 14 s  |
| 2012  | Championnat du monde de triathlon cross  | États-Unis  | Médaille d'or      | 2 h 24 min 39 s |
| 2011  | Ironman 70.3 Mooseman                    | États-Unis  | Médaille d'or      | Timing          |
| 2013  | Ironman 70.3 Californie                  | États-Unis  | Médaille d'argent  | 4 h 24 min 31 s |
| 2013  | Xterra Philippines                       | Philippines | Médaille d'or      | Timing          |
| 2013  | Xterra Côte Ouest                        | États-Unis  | Médaille d'or      | 2 h 30 min 4 s  |
| 2012  | Championnat du monde Xterra - Maui       | États-Unis  | Médaille d'or      | 2 h 44 min 12 s |
| 2012  | Xterra États-Unis                        | États-Unis  | Médaille d'or      | Timing          |
| 2011  | Championnat du monde Xterra - Maui       | États-Unis  | Médaille d'or      | 2 h 45 min 59 s |
| 2011  | Xterra Pacifique                         | États-Unis  | Médaille d'or      | 2 h 33 min 13 s |
| 2009  | Championnat du monde Xterra - Maui       | États-Unis  | Médaille d'argent  | 3 h 4 min 16 s  |